# Acrocercops ophiodes
Acrocercops ophiodes är en fjärilsart som först beskrevs av Turner 1896.  Acrocercops ophiodes ingår i släktet Acrocercops och familjen styltmalar. Inga underarter finns listade i Catalogue of Life.